# 下知状
下知状（げじじょう、げちじょう）とは、上意下達を目的として下位の機関もしくは個人にあてて出された、命令文書の古文書形態の一種である。

## 概要
古文書のうち、下文と御教書の中間に当たる様式の文章で、書き下し部分が下文の最初の行を省略し、書止め部分が「下知如件」で結ばれるものを特に下知状と言う。鎌倉時代の所領分割文章のうち、嫡子が将軍家政所下文、それ以外の子が関東下知状を受け取っているものがあり、文書の価値を示していると言える。
鎌倉時代に出された下知状における様式上の特徴としては
1. 充所が最初に来るか、文中に含まれる。日付の後には来ない。
2. 書止部分が「下知如件」となる。
3. 奏者の署名が日付と別行となる。

と言う点が挙げられる。

## 歴史

### 鎌倉時代
下知状は武家様文書の一種で、初見は源頼朝が発給した建久3年（1192年）のものである。しかし、頼朝時代のものは少なく、正確にはどのように使い分けがなされていたのかも明確ではない。当時「下文」と呼ばれていたものもあり、御教書的な一面がある部分もあるが、下文ほど発給の主体が明確ではない。そのため、佐藤進一は後日の証明書としての一面を持つが、下文を出すほどでもないような問題に対応した文章であろうと推察している。
頼朝の死後に発給数が増加しており、特に三代将軍源実朝以後増加する。また、それ以前には例外的なものがあるが、北条泰時執権時代以後に形式が整えられていく。同時に、用途も頼朝時代には明確ではなかったが、徐々に範囲が確定していく。
用途として最も多いものは、執権としての裁決文書であり、特権免許状・制札・禁制・判決文などであり、特に判決文が最も多い。このため、鎌倉幕府時代の判決文である裁許状のほとんどは、様式的には下知状である。
なお、鎌倉幕府中央官庁のものとは別に、六波羅探題・鎮西探題でも下知状が出されており、鎌倉からのものを「関東下知状」、六波羅からのものは「六波羅下知状」あるいは「六波羅裁許状」、鎮西探題からのものは「鎮西下知状」あるいは「鎮西裁許状」と呼んでいる。また、幕府が出した下知状を六波羅、鎮西を中継した場合には、「六波羅施行状」、「鎮西施行状」と呼んだ。ただし、土地の安堵に関しては鎌倉幕府で取り扱うもの以外には存在していない。
なお、下知状の用途と形式が整うのに伴い、下文の用途が狭くなり、発行数が衰退していく一面がある。

### 室町時代
室町時代には一般的に文章の様式が私状化する傾向があり、それに伴い下知状の状況も変化する。私状や書下の影響を受ける新しい様式が現れ、用途も限定的となる。
室町時代最初期には裁判などの政務を足利直義が担当していたため、足利尊氏が下文を発給し、直義が下知状を発給している。この下知状は「下状知如件」で終わっており、直義自身が命令状として使用していることがわかる。また、名の位置も奥上署判となっており、名目上、将軍の下位にいた鎌倉幕府の執権の署名と配置が異なる。また、直義時代後期には花押を文章の袖に記す、袖判が見られるようになる。ただし、これらはある時期を境に急に変遷したわけではなく、併用時期もある。
三代将軍足利義満の時代以後には、管領が将軍の仰せを奉じて下知状を記すようになり、将軍の出す下知状の代用として使われるようになる。将軍が政務を取れない時期にはこの種の下知状が多いが、八代将軍足利義政の後には出されていない。
これらとは別に、奉行人の連判による下知状がある。事務方の書類であるため、裁許、安堵、免除などの種類が多い。奉行の連名である場合と、執事や所司と奉行の連名によるものがある。奉行人同士の連名によるものは、商人や職人と言った、武士階級以外に対して出されたものである。
下知状様式の文書には禁制と過所がある。幕府の奉行・頭人などが出す文書で、禁制は神社仏寺など宛で、境内の寺社が有する財産目的の乱入狼藉の禁止や、山林竹木を刈り取ることの禁止などを定めたものであり、箇所は関所を通過するときの許可証として用いられた。どちらも書止めを「仍下知如件」と記し、多くは奉行人連署の形で発給された。